# Ан пасан
Ан пасан је потез у шаху.
Означава успутно узимање пешака пешаком (фр. en passant - у пролазу), када је пешак са своје почетне позиције померен за два поља прошавши поред противничког пешака, који га може (али не мора) узети, али га може узети само у наредном потезу.

## Примери
|   | a                                                             | b                                                             | c                                                             | d                                                             | e                                                             | f                                                             | g                                                             | h                                                             |   |
| 8 | c6 black king · e4 black pawn · d2 white pawn · e2 white king | c6 black king · e4 black pawn · d2 white pawn · e2 white king | c6 black king · e4 black pawn · d2 white pawn · e2 white king | c6 black king · e4 black pawn · d2 white pawn · e2 white king | c6 black king · e4 black pawn · d2 white pawn · e2 white king | c6 black king · e4 black pawn · d2 white pawn · e2 white king | c6 black king · e4 black pawn · d2 white pawn · e2 white king | c6 black king · e4 black pawn · d2 white pawn · e2 white king | 8 |
| 7 | c6 black king · e4 black pawn · d2 white pawn · e2 white king | c6 black king · e4 black pawn · d2 white pawn · e2 white king | c6 black king · e4 black pawn · d2 white pawn · e2 white king | c6 black king · e4 black pawn · d2 white pawn · e2 white king | c6 black king · e4 black pawn · d2 white pawn · e2 white king | c6 black king · e4 black pawn · d2 white pawn · e2 white king | c6 black king · e4 black pawn · d2 white pawn · e2 white king | c6 black king · e4 black pawn · d2 white pawn · e2 white king | 7 |
| 6 | c6 black king · e4 black pawn · d2 white pawn · e2 white king | c6 black king · e4 black pawn · d2 white pawn · e2 white king | c6 black king · e4 black pawn · d2 white pawn · e2 white king | c6 black king · e4 black pawn · d2 white pawn · e2 white king | c6 black king · e4 black pawn · d2 white pawn · e2 white king | c6 black king · e4 black pawn · d2 white pawn · e2 white king | c6 black king · e4 black pawn · d2 white pawn · e2 white king | c6 black king · e4 black pawn · d2 white pawn · e2 white king | 6 |
| 5 | c6 black king · e4 black pawn · d2 white pawn · e2 white king | c6 black king · e4 black pawn · d2 white pawn · e2 white king | c6 black king · e4 black pawn · d2 white pawn · e2 white king | c6 black king · e4 black pawn · d2 white pawn · e2 white king | c6 black king · e4 black pawn · d2 white pawn · e2 white king | c6 black king · e4 black pawn · d2 white pawn · e2 white king | c6 black king · e4 black pawn · d2 white pawn · e2 white king | c6 black king · e4 black pawn · d2 white pawn · e2 white king | 5 |
| 4 | c6 black king · e4 black pawn · d2 white pawn · e2 white king | c6 black king · e4 black pawn · d2 white pawn · e2 white king | c6 black king · e4 black pawn · d2 white pawn · e2 white king | c6 black king · e4 black pawn · d2 white pawn · e2 white king | c6 black king · e4 black pawn · d2 white pawn · e2 white king | c6 black king · e4 black pawn · d2 white pawn · e2 white king | c6 black king · e4 black pawn · d2 white pawn · e2 white king | c6 black king · e4 black pawn · d2 white pawn · e2 white king | 4 |
| 3 | c6 black king · e4 black pawn · d2 white pawn · e2 white king | c6 black king · e4 black pawn · d2 white pawn · e2 white king | c6 black king · e4 black pawn · d2 white pawn · e2 white king | c6 black king · e4 black pawn · d2 white pawn · e2 white king | c6 black king · e4 black pawn · d2 white pawn · e2 white king | c6 black king · e4 black pawn · d2 white pawn · e2 white king | c6 black king · e4 black pawn · d2 white pawn · e2 white king | c6 black king · e4 black pawn · d2 white pawn · e2 white king | 3 |
| 2 | c6 black king · e4 black pawn · d2 white pawn · e2 white king | c6 black king · e4 black pawn · d2 white pawn · e2 white king | c6 black king · e4 black pawn · d2 white pawn · e2 white king | c6 black king · e4 black pawn · d2 white pawn · e2 white king | c6 black king · e4 black pawn · d2 white pawn · e2 white king | c6 black king · e4 black pawn · d2 white pawn · e2 white king | c6 black king · e4 black pawn · d2 white pawn · e2 white king | c6 black king · e4 black pawn · d2 white pawn · e2 white king | 2 |
| 1 | c6 black king · e4 black pawn · d2 white pawn · e2 white king | c6 black king · e4 black pawn · d2 white pawn · e2 white king | c6 black king · e4 black pawn · d2 white pawn · e2 white king | c6 black king · e4 black pawn · d2 white pawn · e2 white king | c6 black king · e4 black pawn · d2 white pawn · e2 white king | c6 black king · e4 black pawn · d2 white pawn · e2 white king | c6 black king · e4 black pawn · d2 white pawn · e2 white king | c6 black king · e4 black pawn · d2 white pawn · e2 white king | 1 |
|   | a                                                             | b                                                             | c                                                             | d                                                             | e                                                             | f                                                             | g                                                             | h                                                             |   |

|   | a                                                                                               | b                                                                                               | c                                                                                               | d                                                                                               | e                                                                                               | f                                                                                               | g                                                                                               | h                                                                                               |   |
| 8 | c6 black king · d4 white pawn · e4 black pawn · d3 black cross · d2 black cross · e2 white king | c6 black king · d4 white pawn · e4 black pawn · d3 black cross · d2 black cross · e2 white king | c6 black king · d4 white pawn · e4 black pawn · d3 black cross · d2 black cross · e2 white king | c6 black king · d4 white pawn · e4 black pawn · d3 black cross · d2 black cross · e2 white king | c6 black king · d4 white pawn · e4 black pawn · d3 black cross · d2 black cross · e2 white king | c6 black king · d4 white pawn · e4 black pawn · d3 black cross · d2 black cross · e2 white king | c6 black king · d4 white pawn · e4 black pawn · d3 black cross · d2 black cross · e2 white king | c6 black king · d4 white pawn · e4 black pawn · d3 black cross · d2 black cross · e2 white king | 8 |
| 7 | c6 black king · d4 white pawn · e4 black pawn · d3 black cross · d2 black cross · e2 white king | c6 black king · d4 white pawn · e4 black pawn · d3 black cross · d2 black cross · e2 white king | c6 black king · d4 white pawn · e4 black pawn · d3 black cross · d2 black cross · e2 white king | c6 black king · d4 white pawn · e4 black pawn · d3 black cross · d2 black cross · e2 white king | c6 black king · d4 white pawn · e4 black pawn · d3 black cross · d2 black cross · e2 white king | c6 black king · d4 white pawn · e4 black pawn · d3 black cross · d2 black cross · e2 white king | c6 black king · d4 white pawn · e4 black pawn · d3 black cross · d2 black cross · e2 white king | c6 black king · d4 white pawn · e4 black pawn · d3 black cross · d2 black cross · e2 white king | 7 |
| 6 | c6 black king · d4 white pawn · e4 black pawn · d3 black cross · d2 black cross · e2 white king | c6 black king · d4 white pawn · e4 black pawn · d3 black cross · d2 black cross · e2 white king | c6 black king · d4 white pawn · e4 black pawn · d3 black cross · d2 black cross · e2 white king | c6 black king · d4 white pawn · e4 black pawn · d3 black cross · d2 black cross · e2 white king | c6 black king · d4 white pawn · e4 black pawn · d3 black cross · d2 black cross · e2 white king | c6 black king · d4 white pawn · e4 black pawn · d3 black cross · d2 black cross · e2 white king | c6 black king · d4 white pawn · e4 black pawn · d3 black cross · d2 black cross · e2 white king | c6 black king · d4 white pawn · e4 black pawn · d3 black cross · d2 black cross · e2 white king | 6 |
| 5 | c6 black king · d4 white pawn · e4 black pawn · d3 black cross · d2 black cross · e2 white king | c6 black king · d4 white pawn · e4 black pawn · d3 black cross · d2 black cross · e2 white king | c6 black king · d4 white pawn · e4 black pawn · d3 black cross · d2 black cross · e2 white king | c6 black king · d4 white pawn · e4 black pawn · d3 black cross · d2 black cross · e2 white king | c6 black king · d4 white pawn · e4 black pawn · d3 black cross · d2 black cross · e2 white king | c6 black king · d4 white pawn · e4 black pawn · d3 black cross · d2 black cross · e2 white king | c6 black king · d4 white pawn · e4 black pawn · d3 black cross · d2 black cross · e2 white king | c6 black king · d4 white pawn · e4 black pawn · d3 black cross · d2 black cross · e2 white king | 5 |
| 4 | c6 black king · d4 white pawn · e4 black pawn · d3 black cross · d2 black cross · e2 white king | c6 black king · d4 white pawn · e4 black pawn · d3 black cross · d2 black cross · e2 white king | c6 black king · d4 white pawn · e4 black pawn · d3 black cross · d2 black cross · e2 white king | c6 black king · d4 white pawn · e4 black pawn · d3 black cross · d2 black cross · e2 white king | c6 black king · d4 white pawn · e4 black pawn · d3 black cross · d2 black cross · e2 white king | c6 black king · d4 white pawn · e4 black pawn · d3 black cross · d2 black cross · e2 white king | c6 black king · d4 white pawn · e4 black pawn · d3 black cross · d2 black cross · e2 white king | c6 black king · d4 white pawn · e4 black pawn · d3 black cross · d2 black cross · e2 white king | 4 |
| 3 | c6 black king · d4 white pawn · e4 black pawn · d3 black cross · d2 black cross · e2 white king | c6 black king · d4 white pawn · e4 black pawn · d3 black cross · d2 black cross · e2 white king | c6 black king · d4 white pawn · e4 black pawn · d3 black cross · d2 black cross · e2 white king | c6 black king · d4 white pawn · e4 black pawn · d3 black cross · d2 black cross · e2 white king | c6 black king · d4 white pawn · e4 black pawn · d3 black cross · d2 black cross · e2 white king | c6 black king · d4 white pawn · e4 black pawn · d3 black cross · d2 black cross · e2 white king | c6 black king · d4 white pawn · e4 black pawn · d3 black cross · d2 black cross · e2 white king | c6 black king · d4 white pawn · e4 black pawn · d3 black cross · d2 black cross · e2 white king | 3 |
| 2 | c6 black king · d4 white pawn · e4 black pawn · d3 black cross · d2 black cross · e2 white king | c6 black king · d4 white pawn · e4 black pawn · d3 black cross · d2 black cross · e2 white king | c6 black king · d4 white pawn · e4 black pawn · d3 black cross · d2 black cross · e2 white king | c6 black king · d4 white pawn · e4 black pawn · d3 black cross · d2 black cross · e2 white king | c6 black king · d4 white pawn · e4 black pawn · d3 black cross · d2 black cross · e2 white king | c6 black king · d4 white pawn · e4 black pawn · d3 black cross · d2 black cross · e2 white king | c6 black king · d4 white pawn · e4 black pawn · d3 black cross · d2 black cross · e2 white king | c6 black king · d4 white pawn · e4 black pawn · d3 black cross · d2 black cross · e2 white king | 2 |
| 1 | c6 black king · d4 white pawn · e4 black pawn · d3 black cross · d2 black cross · e2 white king | c6 black king · d4 white pawn · e4 black pawn · d3 black cross · d2 black cross · e2 white king | c6 black king · d4 white pawn · e4 black pawn · d3 black cross · d2 black cross · e2 white king | c6 black king · d4 white pawn · e4 black pawn · d3 black cross · d2 black cross · e2 white king | c6 black king · d4 white pawn · e4 black pawn · d3 black cross · d2 black cross · e2 white king | c6 black king · d4 white pawn · e4 black pawn · d3 black cross · d2 black cross · e2 white king | c6 black king · d4 white pawn · e4 black pawn · d3 black cross · d2 black cross · e2 white king | c6 black king · d4 white pawn · e4 black pawn · d3 black cross · d2 black cross · e2 white king | 1 |
|   | a                                                                                               | b                                                                                               | c                                                                                               | d                                                                                               | e                                                                                               | f                                                                                               | g                                                                                               | h                                                                                               |   |

|   | a                                                              | b                                                              | c                                                              | d                                                              | e                                                              | f                                                              | g                                                              | h                                                              |   |
| 8 | c6 black king · e4 black cross · d3 black pawn · e2 white king | c6 black king · e4 black cross · d3 black pawn · e2 white king | c6 black king · e4 black cross · d3 black pawn · e2 white king | c6 black king · e4 black cross · d3 black pawn · e2 white king | c6 black king · e4 black cross · d3 black pawn · e2 white king | c6 black king · e4 black cross · d3 black pawn · e2 white king | c6 black king · e4 black cross · d3 black pawn · e2 white king | c6 black king · e4 black cross · d3 black pawn · e2 white king | 8 |
| 7 | c6 black king · e4 black cross · d3 black pawn · e2 white king | c6 black king · e4 black cross · d3 black pawn · e2 white king | c6 black king · e4 black cross · d3 black pawn · e2 white king | c6 black king · e4 black cross · d3 black pawn · e2 white king | c6 black king · e4 black cross · d3 black pawn · e2 white king | c6 black king · e4 black cross · d3 black pawn · e2 white king | c6 black king · e4 black cross · d3 black pawn · e2 white king | c6 black king · e4 black cross · d3 black pawn · e2 white king | 7 |
| 6 | c6 black king · e4 black cross · d3 black pawn · e2 white king | c6 black king · e4 black cross · d3 black pawn · e2 white king | c6 black king · e4 black cross · d3 black pawn · e2 white king | c6 black king · e4 black cross · d3 black pawn · e2 white king | c6 black king · e4 black cross · d3 black pawn · e2 white king | c6 black king · e4 black cross · d3 black pawn · e2 white king | c6 black king · e4 black cross · d3 black pawn · e2 white king | c6 black king · e4 black cross · d3 black pawn · e2 white king | 6 |
| 5 | c6 black king · e4 black cross · d3 black pawn · e2 white king | c6 black king · e4 black cross · d3 black pawn · e2 white king | c6 black king · e4 black cross · d3 black pawn · e2 white king | c6 black king · e4 black cross · d3 black pawn · e2 white king | c6 black king · e4 black cross · d3 black pawn · e2 white king | c6 black king · e4 black cross · d3 black pawn · e2 white king | c6 black king · e4 black cross · d3 black pawn · e2 white king | c6 black king · e4 black cross · d3 black pawn · e2 white king | 5 |
| 4 | c6 black king · e4 black cross · d3 black pawn · e2 white king | c6 black king · e4 black cross · d3 black pawn · e2 white king | c6 black king · e4 black cross · d3 black pawn · e2 white king | c6 black king · e4 black cross · d3 black pawn · e2 white king | c6 black king · e4 black cross · d3 black pawn · e2 white king | c6 black king · e4 black cross · d3 black pawn · e2 white king | c6 black king · e4 black cross · d3 black pawn · e2 white king | c6 black king · e4 black cross · d3 black pawn · e2 white king | 4 |
| 3 | c6 black king · e4 black cross · d3 black pawn · e2 white king | c6 black king · e4 black cross · d3 black pawn · e2 white king | c6 black king · e4 black cross · d3 black pawn · e2 white king | c6 black king · e4 black cross · d3 black pawn · e2 white king | c6 black king · e4 black cross · d3 black pawn · e2 white king | c6 black king · e4 black cross · d3 black pawn · e2 white king | c6 black king · e4 black cross · d3 black pawn · e2 white king | c6 black king · e4 black cross · d3 black pawn · e2 white king | 3 |
| 2 | c6 black king · e4 black cross · d3 black pawn · e2 white king | c6 black king · e4 black cross · d3 black pawn · e2 white king | c6 black king · e4 black cross · d3 black pawn · e2 white king | c6 black king · e4 black cross · d3 black pawn · e2 white king | c6 black king · e4 black cross · d3 black pawn · e2 white king | c6 black king · e4 black cross · d3 black pawn · e2 white king | c6 black king · e4 black cross · d3 black pawn · e2 white king | c6 black king · e4 black cross · d3 black pawn · e2 white king | 2 |
| 1 | c6 black king · e4 black cross · d3 black pawn · e2 white king | c6 black king · e4 black cross · d3 black pawn · e2 white king | c6 black king · e4 black cross · d3 black pawn · e2 white king | c6 black king · e4 black cross · d3 black pawn · e2 white king | c6 black king · e4 black cross · d3 black pawn · e2 white king | c6 black king · e4 black cross · d3 black pawn · e2 white king | c6 black king · e4 black cross · d3 black pawn · e2 white king | c6 black king · e4 black cross · d3 black pawn · e2 white king | 1 |
|   | a                                                              | b                                                              | c                                                              | d                                                              | e                                                              | f                                                              | g                                                              | h                                                              |   |

Ако је ан пасан једини потез, онда се пешак мора узети.
У примеру 2.1, на 1. г4 није пат због 1. .. хг3.
|   | a | b | c | d | e | f | g | h |   |
| 8 | h7 black pawn · f6 white king · h6 black king · h4 black pawn · h3 white pawn · f2 white pawn · g2 white pawn | h7 black pawn · f6 white king · h6 black king · h4 black pawn · h3 white pawn · f2 white pawn · g2 white pawn | h7 black pawn · f6 white king · h6 black king · h4 black pawn · h3 white pawn · f2 white pawn · g2 white pawn | h7 black pawn · f6 white king · h6 black king · h4 black pawn · h3 white pawn · f2 white pawn · g2 white pawn | h7 black pawn · f6 white king · h6 black king · h4 black pawn · h3 white pawn · f2 white pawn · g2 white pawn | h7 black pawn · f6 white king · h6 black king · h4 black pawn · h3 white pawn · f2 white pawn · g2 white pawn | h7 black pawn · f6 white king · h6 black king · h4 black pawn · h3 white pawn · f2 white pawn · g2 white pawn | h7 black pawn · f6 white king · h6 black king · h4 black pawn · h3 white pawn · f2 white pawn · g2 white pawn | 8 |
| 7 | h7 black pawn · f6 white king · h6 black king · h4 black pawn · h3 white pawn · f2 white pawn · g2 white pawn | h7 black pawn · f6 white king · h6 black king · h4 black pawn · h3 white pawn · f2 white pawn · g2 white pawn | h7 black pawn · f6 white king · h6 black king · h4 black pawn · h3 white pawn · f2 white pawn · g2 white pawn | h7 black pawn · f6 white king · h6 black king · h4 black pawn · h3 white pawn · f2 white pawn · g2 white pawn | h7 black pawn · f6 white king · h6 black king · h4 black pawn · h3 white pawn · f2 white pawn · g2 white pawn | h7 black pawn · f6 white king · h6 black king · h4 black pawn · h3 white pawn · f2 white pawn · g2 white pawn | h7 black pawn · f6 white king · h6 black king · h4 black pawn · h3 white pawn · f2 white pawn · g2 white pawn | h7 black pawn · f6 white king · h6 black king · h4 black pawn · h3 white pawn · f2 white pawn · g2 white pawn | 7 |
| 6 | h7 black pawn · f6 white king · h6 black king · h4 black pawn · h3 white pawn · f2 white pawn · g2 white pawn | h7 black pawn · f6 white king · h6 black king · h4 black pawn · h3 white pawn · f2 white pawn · g2 white pawn | h7 black pawn · f6 white king · h6 black king · h4 black pawn · h3 white pawn · f2 white pawn · g2 white pawn | h7 black pawn · f6 white king · h6 black king · h4 black pawn · h3 white pawn · f2 white pawn · g2 white pawn | h7 black pawn · f6 white king · h6 black king · h4 black pawn · h3 white pawn · f2 white pawn · g2 white pawn | h7 black pawn · f6 white king · h6 black king · h4 black pawn · h3 white pawn · f2 white pawn · g2 white pawn | h7 black pawn · f6 white king · h6 black king · h4 black pawn · h3 white pawn · f2 white pawn · g2 white pawn | h7 black pawn · f6 white king · h6 black king · h4 black pawn · h3 white pawn · f2 white pawn · g2 white pawn | 6 |
| 5 | h7 black pawn · f6 white king · h6 black king · h4 black pawn · h3 white pawn · f2 white pawn · g2 white pawn | h7 black pawn · f6 white king · h6 black king · h4 black pawn · h3 white pawn · f2 white pawn · g2 white pawn | h7 black pawn · f6 white king · h6 black king · h4 black pawn · h3 white pawn · f2 white pawn · g2 white pawn | h7 black pawn · f6 white king · h6 black king · h4 black pawn · h3 white pawn · f2 white pawn · g2 white pawn | h7 black pawn · f6 white king · h6 black king · h4 black pawn · h3 white pawn · f2 white pawn · g2 white pawn | h7 black pawn · f6 white king · h6 black king · h4 black pawn · h3 white pawn · f2 white pawn · g2 white pawn | h7 black pawn · f6 white king · h6 black king · h4 black pawn · h3 white pawn · f2 white pawn · g2 white pawn | h7 black pawn · f6 white king · h6 black king · h4 black pawn · h3 white pawn · f2 white pawn · g2 white pawn | 5 |
| 4 | h7 black pawn · f6 white king · h6 black king · h4 black pawn · h3 white pawn · f2 white pawn · g2 white pawn | h7 black pawn · f6 white king · h6 black king · h4 black pawn · h3 white pawn · f2 white pawn · g2 white pawn | h7 black pawn · f6 white king · h6 black king · h4 black pawn · h3 white pawn · f2 white pawn · g2 white pawn | h7 black pawn · f6 white king · h6 black king · h4 black pawn · h3 white pawn · f2 white pawn · g2 white pawn | h7 black pawn · f6 white king · h6 black king · h4 black pawn · h3 white pawn · f2 white pawn · g2 white pawn | h7 black pawn · f6 white king · h6 black king · h4 black pawn · h3 white pawn · f2 white pawn · g2 white pawn | h7 black pawn · f6 white king · h6 black king · h4 black pawn · h3 white pawn · f2 white pawn · g2 white pawn | h7 black pawn · f6 white king · h6 black king · h4 black pawn · h3 white pawn · f2 white pawn · g2 white pawn | 4 |
| 3 | h7 black pawn · f6 white king · h6 black king · h4 black pawn · h3 white pawn · f2 white pawn · g2 white pawn | h7 black pawn · f6 white king · h6 black king · h4 black pawn · h3 white pawn · f2 white pawn · g2 white pawn | h7 black pawn · f6 white king · h6 black king · h4 black pawn · h3 white pawn · f2 white pawn · g2 white pawn | h7 black pawn · f6 white king · h6 black king · h4 black pawn · h3 white pawn · f2 white pawn · g2 white pawn | h7 black pawn · f6 white king · h6 black king · h4 black pawn · h3 white pawn · f2 white pawn · g2 white pawn | h7 black pawn · f6 white king · h6 black king · h4 black pawn · h3 white pawn · f2 white pawn · g2 white pawn | h7 black pawn · f6 white king · h6 black king · h4 black pawn · h3 white pawn · f2 white pawn · g2 white pawn | h7 black pawn · f6 white king · h6 black king · h4 black pawn · h3 white pawn · f2 white pawn · g2 white pawn | 3 |
| 2 | h7 black pawn · f6 white king · h6 black king · h4 black pawn · h3 white pawn · f2 white pawn · g2 white pawn | h7 black pawn · f6 white king · h6 black king · h4 black pawn · h3 white pawn · f2 white pawn · g2 white pawn | h7 black pawn · f6 white king · h6 black king · h4 black pawn · h3 white pawn · f2 white pawn · g2 white pawn | h7 black pawn · f6 white king · h6 black king · h4 black pawn · h3 white pawn · f2 white pawn · g2 white pawn | h7 black pawn · f6 white king · h6 black king · h4 black pawn · h3 white pawn · f2 white pawn · g2 white pawn | h7 black pawn · f6 white king · h6 black king · h4 black pawn · h3 white pawn · f2 white pawn · g2 white pawn | h7 black pawn · f6 white king · h6 black king · h4 black pawn · h3 white pawn · f2 white pawn · g2 white pawn | h7 black pawn · f6 white king · h6 black king · h4 black pawn · h3 white pawn · f2 white pawn · g2 white pawn | 2 |
| 1 | h7 black pawn · f6 white king · h6 black king · h4 black pawn · h3 white pawn · f2 white pawn · g2 white pawn | h7 black pawn · f6 white king · h6 black king · h4 black pawn · h3 white pawn · f2 white pawn · g2 white pawn | h7 black pawn · f6 white king · h6 black king · h4 black pawn · h3 white pawn · f2 white pawn · g2 white pawn | h7 black pawn · f6 white king · h6 black king · h4 black pawn · h3 white pawn · f2 white pawn · g2 white pawn | h7 black pawn · f6 white king · h6 black king · h4 black pawn · h3 white pawn · f2 white pawn · g2 white pawn | h7 black pawn · f6 white king · h6 black king · h4 black pawn · h3 white pawn · f2 white pawn · g2 white pawn | h7 black pawn · f6 white king · h6 black king · h4 black pawn · h3 white pawn · f2 white pawn · g2 white pawn | h7 black pawn · f6 white king · h6 black king · h4 black pawn · h3 white pawn · f2 white pawn · g2 white pawn | 1 |
|   | a | b | c | d | e | f | g | h |   |

|   | a | b | c | d | e | f | g | h |   |
| 8 | h7 black pawn · f6 white king · h6 black king · g4 white pawn · h4 black pawn · h3 white pawn · f2 white pawn | h7 black pawn · f6 white king · h6 black king · g4 white pawn · h4 black pawn · h3 white pawn · f2 white pawn | h7 black pawn · f6 white king · h6 black king · g4 white pawn · h4 black pawn · h3 white pawn · f2 white pawn | h7 black pawn · f6 white king · h6 black king · g4 white pawn · h4 black pawn · h3 white pawn · f2 white pawn | h7 black pawn · f6 white king · h6 black king · g4 white pawn · h4 black pawn · h3 white pawn · f2 white pawn | h7 black pawn · f6 white king · h6 black king · g4 white pawn · h4 black pawn · h3 white pawn · f2 white pawn | h7 black pawn · f6 white king · h6 black king · g4 white pawn · h4 black pawn · h3 white pawn · f2 white pawn | h7 black pawn · f6 white king · h6 black king · g4 white pawn · h4 black pawn · h3 white pawn · f2 white pawn | 8 |
| 7 | h7 black pawn · f6 white king · h6 black king · g4 white pawn · h4 black pawn · h3 white pawn · f2 white pawn | h7 black pawn · f6 white king · h6 black king · g4 white pawn · h4 black pawn · h3 white pawn · f2 white pawn | h7 black pawn · f6 white king · h6 black king · g4 white pawn · h4 black pawn · h3 white pawn · f2 white pawn | h7 black pawn · f6 white king · h6 black king · g4 white pawn · h4 black pawn · h3 white pawn · f2 white pawn | h7 black pawn · f6 white king · h6 black king · g4 white pawn · h4 black pawn · h3 white pawn · f2 white pawn | h7 black pawn · f6 white king · h6 black king · g4 white pawn · h4 black pawn · h3 white pawn · f2 white pawn | h7 black pawn · f6 white king · h6 black king · g4 white pawn · h4 black pawn · h3 white pawn · f2 white pawn | h7 black pawn · f6 white king · h6 black king · g4 white pawn · h4 black pawn · h3 white pawn · f2 white pawn | 7 |
| 6 | h7 black pawn · f6 white king · h6 black king · g4 white pawn · h4 black pawn · h3 white pawn · f2 white pawn | h7 black pawn · f6 white king · h6 black king · g4 white pawn · h4 black pawn · h3 white pawn · f2 white pawn | h7 black pawn · f6 white king · h6 black king · g4 white pawn · h4 black pawn · h3 white pawn · f2 white pawn | h7 black pawn · f6 white king · h6 black king · g4 white pawn · h4 black pawn · h3 white pawn · f2 white pawn | h7 black pawn · f6 white king · h6 black king · g4 white pawn · h4 black pawn · h3 white pawn · f2 white pawn | h7 black pawn · f6 white king · h6 black king · g4 white pawn · h4 black pawn · h3 white pawn · f2 white pawn | h7 black pawn · f6 white king · h6 black king · g4 white pawn · h4 black pawn · h3 white pawn · f2 white pawn | h7 black pawn · f6 white king · h6 black king · g4 white pawn · h4 black pawn · h3 white pawn · f2 white pawn | 6 |
| 5 | h7 black pawn · f6 white king · h6 black king · g4 white pawn · h4 black pawn · h3 white pawn · f2 white pawn | h7 black pawn · f6 white king · h6 black king · g4 white pawn · h4 black pawn · h3 white pawn · f2 white pawn | h7 black pawn · f6 white king · h6 black king · g4 white pawn · h4 black pawn · h3 white pawn · f2 white pawn | h7 black pawn · f6 white king · h6 black king · g4 white pawn · h4 black pawn · h3 white pawn · f2 white pawn | h7 black pawn · f6 white king · h6 black king · g4 white pawn · h4 black pawn · h3 white pawn · f2 white pawn | h7 black pawn · f6 white king · h6 black king · g4 white pawn · h4 black pawn · h3 white pawn · f2 white pawn | h7 black pawn · f6 white king · h6 black king · g4 white pawn · h4 black pawn · h3 white pawn · f2 white pawn | h7 black pawn · f6 white king · h6 black king · g4 white pawn · h4 black pawn · h3 white pawn · f2 white pawn | 5 |
| 4 | h7 black pawn · f6 white king · h6 black king · g4 white pawn · h4 black pawn · h3 white pawn · f2 white pawn | h7 black pawn · f6 white king · h6 black king · g4 white pawn · h4 black pawn · h3 white pawn · f2 white pawn | h7 black pawn · f6 white king · h6 black king · g4 white pawn · h4 black pawn · h3 white pawn · f2 white pawn | h7 black pawn · f6 white king · h6 black king · g4 white pawn · h4 black pawn · h3 white pawn · f2 white pawn | h7 black pawn · f6 white king · h6 black king · g4 white pawn · h4 black pawn · h3 white pawn · f2 white pawn | h7 black pawn · f6 white king · h6 black king · g4 white pawn · h4 black pawn · h3 white pawn · f2 white pawn | h7 black pawn · f6 white king · h6 black king · g4 white pawn · h4 black pawn · h3 white pawn · f2 white pawn | h7 black pawn · f6 white king · h6 black king · g4 white pawn · h4 black pawn · h3 white pawn · f2 white pawn | 4 |
| 3 | h7 black pawn · f6 white king · h6 black king · g4 white pawn · h4 black pawn · h3 white pawn · f2 white pawn | h7 black pawn · f6 white king · h6 black king · g4 white pawn · h4 black pawn · h3 white pawn · f2 white pawn | h7 black pawn · f6 white king · h6 black king · g4 white pawn · h4 black pawn · h3 white pawn · f2 white pawn | h7 black pawn · f6 white king · h6 black king · g4 white pawn · h4 black pawn · h3 white pawn · f2 white pawn | h7 black pawn · f6 white king · h6 black king · g4 white pawn · h4 black pawn · h3 white pawn · f2 white pawn | h7 black pawn · f6 white king · h6 black king · g4 white pawn · h4 black pawn · h3 white pawn · f2 white pawn | h7 black pawn · f6 white king · h6 black king · g4 white pawn · h4 black pawn · h3 white pawn · f2 white pawn | h7 black pawn · f6 white king · h6 black king · g4 white pawn · h4 black pawn · h3 white pawn · f2 white pawn | 3 |
| 2 | h7 black pawn · f6 white king · h6 black king · g4 white pawn · h4 black pawn · h3 white pawn · f2 white pawn | h7 black pawn · f6 white king · h6 black king · g4 white pawn · h4 black pawn · h3 white pawn · f2 white pawn | h7 black pawn · f6 white king · h6 black king · g4 white pawn · h4 black pawn · h3 white pawn · f2 white pawn | h7 black pawn · f6 white king · h6 black king · g4 white pawn · h4 black pawn · h3 white pawn · f2 white pawn | h7 black pawn · f6 white king · h6 black king · g4 white pawn · h4 black pawn · h3 white pawn · f2 white pawn | h7 black pawn · f6 white king · h6 black king · g4 white pawn · h4 black pawn · h3 white pawn · f2 white pawn | h7 black pawn · f6 white king · h6 black king · g4 white pawn · h4 black pawn · h3 white pawn · f2 white pawn | h7 black pawn · f6 white king · h6 black king · g4 white pawn · h4 black pawn · h3 white pawn · f2 white pawn | 2 |
| 1 | h7 black pawn · f6 white king · h6 black king · g4 white pawn · h4 black pawn · h3 white pawn · f2 white pawn | h7 black pawn · f6 white king · h6 black king · g4 white pawn · h4 black pawn · h3 white pawn · f2 white pawn | h7 black pawn · f6 white king · h6 black king · g4 white pawn · h4 black pawn · h3 white pawn · f2 white pawn | h7 black pawn · f6 white king · h6 black king · g4 white pawn · h4 black pawn · h3 white pawn · f2 white pawn | h7 black pawn · f6 white king · h6 black king · g4 white pawn · h4 black pawn · h3 white pawn · f2 white pawn | h7 black pawn · f6 white king · h6 black king · g4 white pawn · h4 black pawn · h3 white pawn · f2 white pawn | h7 black pawn · f6 white king · h6 black king · g4 white pawn · h4 black pawn · h3 white pawn · f2 white pawn | h7 black pawn · f6 white king · h6 black king · g4 white pawn · h4 black pawn · h3 white pawn · f2 white pawn | 1 |
|   | a | b | c | d | e | f | g | h |   |

|   | a | b | c | d | e | f | g | h |   |
| 8 | h7 black pawn · f6 white king · h6 black king · h4 black cross · g3 black pawn · h3 white pawn · f2 white pawn | h7 black pawn · f6 white king · h6 black king · h4 black cross · g3 black pawn · h3 white pawn · f2 white pawn | h7 black pawn · f6 white king · h6 black king · h4 black cross · g3 black pawn · h3 white pawn · f2 white pawn | h7 black pawn · f6 white king · h6 black king · h4 black cross · g3 black pawn · h3 white pawn · f2 white pawn | h7 black pawn · f6 white king · h6 black king · h4 black cross · g3 black pawn · h3 white pawn · f2 white pawn | h7 black pawn · f6 white king · h6 black king · h4 black cross · g3 black pawn · h3 white pawn · f2 white pawn | h7 black pawn · f6 white king · h6 black king · h4 black cross · g3 black pawn · h3 white pawn · f2 white pawn | h7 black pawn · f6 white king · h6 black king · h4 black cross · g3 black pawn · h3 white pawn · f2 white pawn | 8 |
| 7 | h7 black pawn · f6 white king · h6 black king · h4 black cross · g3 black pawn · h3 white pawn · f2 white pawn | h7 black pawn · f6 white king · h6 black king · h4 black cross · g3 black pawn · h3 white pawn · f2 white pawn | h7 black pawn · f6 white king · h6 black king · h4 black cross · g3 black pawn · h3 white pawn · f2 white pawn | h7 black pawn · f6 white king · h6 black king · h4 black cross · g3 black pawn · h3 white pawn · f2 white pawn | h7 black pawn · f6 white king · h6 black king · h4 black cross · g3 black pawn · h3 white pawn · f2 white pawn | h7 black pawn · f6 white king · h6 black king · h4 black cross · g3 black pawn · h3 white pawn · f2 white pawn | h7 black pawn · f6 white king · h6 black king · h4 black cross · g3 black pawn · h3 white pawn · f2 white pawn | h7 black pawn · f6 white king · h6 black king · h4 black cross · g3 black pawn · h3 white pawn · f2 white pawn | 7 |
| 6 | h7 black pawn · f6 white king · h6 black king · h4 black cross · g3 black pawn · h3 white pawn · f2 white pawn | h7 black pawn · f6 white king · h6 black king · h4 black cross · g3 black pawn · h3 white pawn · f2 white pawn | h7 black pawn · f6 white king · h6 black king · h4 black cross · g3 black pawn · h3 white pawn · f2 white pawn | h7 black pawn · f6 white king · h6 black king · h4 black cross · g3 black pawn · h3 white pawn · f2 white pawn | h7 black pawn · f6 white king · h6 black king · h4 black cross · g3 black pawn · h3 white pawn · f2 white pawn | h7 black pawn · f6 white king · h6 black king · h4 black cross · g3 black pawn · h3 white pawn · f2 white pawn | h7 black pawn · f6 white king · h6 black king · h4 black cross · g3 black pawn · h3 white pawn · f2 white pawn | h7 black pawn · f6 white king · h6 black king · h4 black cross · g3 black pawn · h3 white pawn · f2 white pawn | 6 |
| 5 | h7 black pawn · f6 white king · h6 black king · h4 black cross · g3 black pawn · h3 white pawn · f2 white pawn | h7 black pawn · f6 white king · h6 black king · h4 black cross · g3 black pawn · h3 white pawn · f2 white pawn | h7 black pawn · f6 white king · h6 black king · h4 black cross · g3 black pawn · h3 white pawn · f2 white pawn | h7 black pawn · f6 white king · h6 black king · h4 black cross · g3 black pawn · h3 white pawn · f2 white pawn | h7 black pawn · f6 white king · h6 black king · h4 black cross · g3 black pawn · h3 white pawn · f2 white pawn | h7 black pawn · f6 white king · h6 black king · h4 black cross · g3 black pawn · h3 white pawn · f2 white pawn | h7 black pawn · f6 white king · h6 black king · h4 black cross · g3 black pawn · h3 white pawn · f2 white pawn | h7 black pawn · f6 white king · h6 black king · h4 black cross · g3 black pawn · h3 white pawn · f2 white pawn | 5 |
| 4 | h7 black pawn · f6 white king · h6 black king · h4 black cross · g3 black pawn · h3 white pawn · f2 white pawn | h7 black pawn · f6 white king · h6 black king · h4 black cross · g3 black pawn · h3 white pawn · f2 white pawn | h7 black pawn · f6 white king · h6 black king · h4 black cross · g3 black pawn · h3 white pawn · f2 white pawn | h7 black pawn · f6 white king · h6 black king · h4 black cross · g3 black pawn · h3 white pawn · f2 white pawn | h7 black pawn · f6 white king · h6 black king · h4 black cross · g3 black pawn · h3 white pawn · f2 white pawn | h7 black pawn · f6 white king · h6 black king · h4 black cross · g3 black pawn · h3 white pawn · f2 white pawn | h7 black pawn · f6 white king · h6 black king · h4 black cross · g3 black pawn · h3 white pawn · f2 white pawn | h7 black pawn · f6 white king · h6 black king · h4 black cross · g3 black pawn · h3 white pawn · f2 white pawn | 4 |
| 3 | h7 black pawn · f6 white king · h6 black king · h4 black cross · g3 black pawn · h3 white pawn · f2 white pawn | h7 black pawn · f6 white king · h6 black king · h4 black cross · g3 black pawn · h3 white pawn · f2 white pawn | h7 black pawn · f6 white king · h6 black king · h4 black cross · g3 black pawn · h3 white pawn · f2 white pawn | h7 black pawn · f6 white king · h6 black king · h4 black cross · g3 black pawn · h3 white pawn · f2 white pawn | h7 black pawn · f6 white king · h6 black king · h4 black cross · g3 black pawn · h3 white pawn · f2 white pawn | h7 black pawn · f6 white king · h6 black king · h4 black cross · g3 black pawn · h3 white pawn · f2 white pawn | h7 black pawn · f6 white king · h6 black king · h4 black cross · g3 black pawn · h3 white pawn · f2 white pawn | h7 black pawn · f6 white king · h6 black king · h4 black cross · g3 black pawn · h3 white pawn · f2 white pawn | 3 |
| 2 | h7 black pawn · f6 white king · h6 black king · h4 black cross · g3 black pawn · h3 white pawn · f2 white pawn | h7 black pawn · f6 white king · h6 black king · h4 black cross · g3 black pawn · h3 white pawn · f2 white pawn | h7 black pawn · f6 white king · h6 black king · h4 black cross · g3 black pawn · h3 white pawn · f2 white pawn | h7 black pawn · f6 white king · h6 black king · h4 black cross · g3 black pawn · h3 white pawn · f2 white pawn | h7 black pawn · f6 white king · h6 black king · h4 black cross · g3 black pawn · h3 white pawn · f2 white pawn | h7 black pawn · f6 white king · h6 black king · h4 black cross · g3 black pawn · h3 white pawn · f2 white pawn | h7 black pawn · f6 white king · h6 black king · h4 black cross · g3 black pawn · h3 white pawn · f2 white pawn | h7 black pawn · f6 white king · h6 black king · h4 black cross · g3 black pawn · h3 white pawn · f2 white pawn | 2 |
| 1 | h7 black pawn · f6 white king · h6 black king · h4 black cross · g3 black pawn · h3 white pawn · f2 white pawn | h7 black pawn · f6 white king · h6 black king · h4 black cross · g3 black pawn · h3 white pawn · f2 white pawn | h7 black pawn · f6 white king · h6 black king · h4 black cross · g3 black pawn · h3 white pawn · f2 white pawn | h7 black pawn · f6 white king · h6 black king · h4 black cross · g3 black pawn · h3 white pawn · f2 white pawn | h7 black pawn · f6 white king · h6 black king · h4 black cross · g3 black pawn · h3 white pawn · f2 white pawn | h7 black pawn · f6 white king · h6 black king · h4 black cross · g3 black pawn · h3 white pawn · f2 white pawn | h7 black pawn · f6 white king · h6 black king · h4 black cross · g3 black pawn · h3 white pawn · f2 white pawn | h7 black pawn · f6 white king · h6 black king · h4 black cross · g3 black pawn · h3 white pawn · f2 white pawn | 1 |
|   | a | b | c | d | e | f | g | h |   |

Ако бисмо померили црног краља на х5, а пешака на х6 (пример 3.1), после 1. г4 није мат такође због 1. .. хг3.
|   | a | b | c | d | e | f | g | h |   |
| 8 | f6 white king · h6 black pawn · h5 black king · h4 black pawn · h3 white pawn · f2 white pawn · g2 white pawn | f6 white king · h6 black pawn · h5 black king · h4 black pawn · h3 white pawn · f2 white pawn · g2 white pawn | f6 white king · h6 black pawn · h5 black king · h4 black pawn · h3 white pawn · f2 white pawn · g2 white pawn | f6 white king · h6 black pawn · h5 black king · h4 black pawn · h3 white pawn · f2 white pawn · g2 white pawn | f6 white king · h6 black pawn · h5 black king · h4 black pawn · h3 white pawn · f2 white pawn · g2 white pawn | f6 white king · h6 black pawn · h5 black king · h4 black pawn · h3 white pawn · f2 white pawn · g2 white pawn | f6 white king · h6 black pawn · h5 black king · h4 black pawn · h3 white pawn · f2 white pawn · g2 white pawn | f6 white king · h6 black pawn · h5 black king · h4 black pawn · h3 white pawn · f2 white pawn · g2 white pawn | 8 |
| 7 | f6 white king · h6 black pawn · h5 black king · h4 black pawn · h3 white pawn · f2 white pawn · g2 white pawn | f6 white king · h6 black pawn · h5 black king · h4 black pawn · h3 white pawn · f2 white pawn · g2 white pawn | f6 white king · h6 black pawn · h5 black king · h4 black pawn · h3 white pawn · f2 white pawn · g2 white pawn | f6 white king · h6 black pawn · h5 black king · h4 black pawn · h3 white pawn · f2 white pawn · g2 white pawn | f6 white king · h6 black pawn · h5 black king · h4 black pawn · h3 white pawn · f2 white pawn · g2 white pawn | f6 white king · h6 black pawn · h5 black king · h4 black pawn · h3 white pawn · f2 white pawn · g2 white pawn | f6 white king · h6 black pawn · h5 black king · h4 black pawn · h3 white pawn · f2 white pawn · g2 white pawn | f6 white king · h6 black pawn · h5 black king · h4 black pawn · h3 white pawn · f2 white pawn · g2 white pawn | 7 |
| 6 | f6 white king · h6 black pawn · h5 black king · h4 black pawn · h3 white pawn · f2 white pawn · g2 white pawn | f6 white king · h6 black pawn · h5 black king · h4 black pawn · h3 white pawn · f2 white pawn · g2 white pawn | f6 white king · h6 black pawn · h5 black king · h4 black pawn · h3 white pawn · f2 white pawn · g2 white pawn | f6 white king · h6 black pawn · h5 black king · h4 black pawn · h3 white pawn · f2 white pawn · g2 white pawn | f6 white king · h6 black pawn · h5 black king · h4 black pawn · h3 white pawn · f2 white pawn · g2 white pawn | f6 white king · h6 black pawn · h5 black king · h4 black pawn · h3 white pawn · f2 white pawn · g2 white pawn | f6 white king · h6 black pawn · h5 black king · h4 black pawn · h3 white pawn · f2 white pawn · g2 white pawn | f6 white king · h6 black pawn · h5 black king · h4 black pawn · h3 white pawn · f2 white pawn · g2 white pawn | 6 |
| 5 | f6 white king · h6 black pawn · h5 black king · h4 black pawn · h3 white pawn · f2 white pawn · g2 white pawn | f6 white king · h6 black pawn · h5 black king · h4 black pawn · h3 white pawn · f2 white pawn · g2 white pawn | f6 white king · h6 black pawn · h5 black king · h4 black pawn · h3 white pawn · f2 white pawn · g2 white pawn | f6 white king · h6 black pawn · h5 black king · h4 black pawn · h3 white pawn · f2 white pawn · g2 white pawn | f6 white king · h6 black pawn · h5 black king · h4 black pawn · h3 white pawn · f2 white pawn · g2 white pawn | f6 white king · h6 black pawn · h5 black king · h4 black pawn · h3 white pawn · f2 white pawn · g2 white pawn | f6 white king · h6 black pawn · h5 black king · h4 black pawn · h3 white pawn · f2 white pawn · g2 white pawn | f6 white king · h6 black pawn · h5 black king · h4 black pawn · h3 white pawn · f2 white pawn · g2 white pawn | 5 |
| 4 | f6 white king · h6 black pawn · h5 black king · h4 black pawn · h3 white pawn · f2 white pawn · g2 white pawn | f6 white king · h6 black pawn · h5 black king · h4 black pawn · h3 white pawn · f2 white pawn · g2 white pawn | f6 white king · h6 black pawn · h5 black king · h4 black pawn · h3 white pawn · f2 white pawn · g2 white pawn | f6 white king · h6 black pawn · h5 black king · h4 black pawn · h3 white pawn · f2 white pawn · g2 white pawn | f6 white king · h6 black pawn · h5 black king · h4 black pawn · h3 white pawn · f2 white pawn · g2 white pawn | f6 white king · h6 black pawn · h5 black king · h4 black pawn · h3 white pawn · f2 white pawn · g2 white pawn | f6 white king · h6 black pawn · h5 black king · h4 black pawn · h3 white pawn · f2 white pawn · g2 white pawn | f6 white king · h6 black pawn · h5 black king · h4 black pawn · h3 white pawn · f2 white pawn · g2 white pawn | 4 |
| 3 | f6 white king · h6 black pawn · h5 black king · h4 black pawn · h3 white pawn · f2 white pawn · g2 white pawn | f6 white king · h6 black pawn · h5 black king · h4 black pawn · h3 white pawn · f2 white pawn · g2 white pawn | f6 white king · h6 black pawn · h5 black king · h4 black pawn · h3 white pawn · f2 white pawn · g2 white pawn | f6 white king · h6 black pawn · h5 black king · h4 black pawn · h3 white pawn · f2 white pawn · g2 white pawn | f6 white king · h6 black pawn · h5 black king · h4 black pawn · h3 white pawn · f2 white pawn · g2 white pawn | f6 white king · h6 black pawn · h5 black king · h4 black pawn · h3 white pawn · f2 white pawn · g2 white pawn | f6 white king · h6 black pawn · h5 black king · h4 black pawn · h3 white pawn · f2 white pawn · g2 white pawn | f6 white king · h6 black pawn · h5 black king · h4 black pawn · h3 white pawn · f2 white pawn · g2 white pawn | 3 |
| 2 | f6 white king · h6 black pawn · h5 black king · h4 black pawn · h3 white pawn · f2 white pawn · g2 white pawn | f6 white king · h6 black pawn · h5 black king · h4 black pawn · h3 white pawn · f2 white pawn · g2 white pawn | f6 white king · h6 black pawn · h5 black king · h4 black pawn · h3 white pawn · f2 white pawn · g2 white pawn | f6 white king · h6 black pawn · h5 black king · h4 black pawn · h3 white pawn · f2 white pawn · g2 white pawn | f6 white king · h6 black pawn · h5 black king · h4 black pawn · h3 white pawn · f2 white pawn · g2 white pawn | f6 white king · h6 black pawn · h5 black king · h4 black pawn · h3 white pawn · f2 white pawn · g2 white pawn | f6 white king · h6 black pawn · h5 black king · h4 black pawn · h3 white pawn · f2 white pawn · g2 white pawn | f6 white king · h6 black pawn · h5 black king · h4 black pawn · h3 white pawn · f2 white pawn · g2 white pawn | 2 |
| 1 | f6 white king · h6 black pawn · h5 black king · h4 black pawn · h3 white pawn · f2 white pawn · g2 white pawn | f6 white king · h6 black pawn · h5 black king · h4 black pawn · h3 white pawn · f2 white pawn · g2 white pawn | f6 white king · h6 black pawn · h5 black king · h4 black pawn · h3 white pawn · f2 white pawn · g2 white pawn | f6 white king · h6 black pawn · h5 black king · h4 black pawn · h3 white pawn · f2 white pawn · g2 white pawn | f6 white king · h6 black pawn · h5 black king · h4 black pawn · h3 white pawn · f2 white pawn · g2 white pawn | f6 white king · h6 black pawn · h5 black king · h4 black pawn · h3 white pawn · f2 white pawn · g2 white pawn | f6 white king · h6 black pawn · h5 black king · h4 black pawn · h3 white pawn · f2 white pawn · g2 white pawn | f6 white king · h6 black pawn · h5 black king · h4 black pawn · h3 white pawn · f2 white pawn · g2 white pawn | 1 |
|   | a | b | c | d | e | f | g | h |   |

|   | a | b | c | d | e | f | g | h |   |
| 8 | f6 white king · h6 black pawn · h5 black king · g4 white pawn · h4 black pawn · h3 white pawn · f2 white pawn | f6 white king · h6 black pawn · h5 black king · g4 white pawn · h4 black pawn · h3 white pawn · f2 white pawn | f6 white king · h6 black pawn · h5 black king · g4 white pawn · h4 black pawn · h3 white pawn · f2 white pawn | f6 white king · h6 black pawn · h5 black king · g4 white pawn · h4 black pawn · h3 white pawn · f2 white pawn | f6 white king · h6 black pawn · h5 black king · g4 white pawn · h4 black pawn · h3 white pawn · f2 white pawn | f6 white king · h6 black pawn · h5 black king · g4 white pawn · h4 black pawn · h3 white pawn · f2 white pawn | f6 white king · h6 black pawn · h5 black king · g4 white pawn · h4 black pawn · h3 white pawn · f2 white pawn | f6 white king · h6 black pawn · h5 black king · g4 white pawn · h4 black pawn · h3 white pawn · f2 white pawn | 8 |
| 7 | f6 white king · h6 black pawn · h5 black king · g4 white pawn · h4 black pawn · h3 white pawn · f2 white pawn | f6 white king · h6 black pawn · h5 black king · g4 white pawn · h4 black pawn · h3 white pawn · f2 white pawn | f6 white king · h6 black pawn · h5 black king · g4 white pawn · h4 black pawn · h3 white pawn · f2 white pawn | f6 white king · h6 black pawn · h5 black king · g4 white pawn · h4 black pawn · h3 white pawn · f2 white pawn | f6 white king · h6 black pawn · h5 black king · g4 white pawn · h4 black pawn · h3 white pawn · f2 white pawn | f6 white king · h6 black pawn · h5 black king · g4 white pawn · h4 black pawn · h3 white pawn · f2 white pawn | f6 white king · h6 black pawn · h5 black king · g4 white pawn · h4 black pawn · h3 white pawn · f2 white pawn | f6 white king · h6 black pawn · h5 black king · g4 white pawn · h4 black pawn · h3 white pawn · f2 white pawn | 7 |
| 6 | f6 white king · h6 black pawn · h5 black king · g4 white pawn · h4 black pawn · h3 white pawn · f2 white pawn | f6 white king · h6 black pawn · h5 black king · g4 white pawn · h4 black pawn · h3 white pawn · f2 white pawn | f6 white king · h6 black pawn · h5 black king · g4 white pawn · h4 black pawn · h3 white pawn · f2 white pawn | f6 white king · h6 black pawn · h5 black king · g4 white pawn · h4 black pawn · h3 white pawn · f2 white pawn | f6 white king · h6 black pawn · h5 black king · g4 white pawn · h4 black pawn · h3 white pawn · f2 white pawn | f6 white king · h6 black pawn · h5 black king · g4 white pawn · h4 black pawn · h3 white pawn · f2 white pawn | f6 white king · h6 black pawn · h5 black king · g4 white pawn · h4 black pawn · h3 white pawn · f2 white pawn | f6 white king · h6 black pawn · h5 black king · g4 white pawn · h4 black pawn · h3 white pawn · f2 white pawn | 6 |
| 5 | f6 white king · h6 black pawn · h5 black king · g4 white pawn · h4 black pawn · h3 white pawn · f2 white pawn | f6 white king · h6 black pawn · h5 black king · g4 white pawn · h4 black pawn · h3 white pawn · f2 white pawn | f6 white king · h6 black pawn · h5 black king · g4 white pawn · h4 black pawn · h3 white pawn · f2 white pawn | f6 white king · h6 black pawn · h5 black king · g4 white pawn · h4 black pawn · h3 white pawn · f2 white pawn | f6 white king · h6 black pawn · h5 black king · g4 white pawn · h4 black pawn · h3 white pawn · f2 white pawn | f6 white king · h6 black pawn · h5 black king · g4 white pawn · h4 black pawn · h3 white pawn · f2 white pawn | f6 white king · h6 black pawn · h5 black king · g4 white pawn · h4 black pawn · h3 white pawn · f2 white pawn | f6 white king · h6 black pawn · h5 black king · g4 white pawn · h4 black pawn · h3 white pawn · f2 white pawn | 5 |
| 4 | f6 white king · h6 black pawn · h5 black king · g4 white pawn · h4 black pawn · h3 white pawn · f2 white pawn | f6 white king · h6 black pawn · h5 black king · g4 white pawn · h4 black pawn · h3 white pawn · f2 white pawn | f6 white king · h6 black pawn · h5 black king · g4 white pawn · h4 black pawn · h3 white pawn · f2 white pawn | f6 white king · h6 black pawn · h5 black king · g4 white pawn · h4 black pawn · h3 white pawn · f2 white pawn | f6 white king · h6 black pawn · h5 black king · g4 white pawn · h4 black pawn · h3 white pawn · f2 white pawn | f6 white king · h6 black pawn · h5 black king · g4 white pawn · h4 black pawn · h3 white pawn · f2 white pawn | f6 white king · h6 black pawn · h5 black king · g4 white pawn · h4 black pawn · h3 white pawn · f2 white pawn | f6 white king · h6 black pawn · h5 black king · g4 white pawn · h4 black pawn · h3 white pawn · f2 white pawn | 4 |
| 3 | f6 white king · h6 black pawn · h5 black king · g4 white pawn · h4 black pawn · h3 white pawn · f2 white pawn | f6 white king · h6 black pawn · h5 black king · g4 white pawn · h4 black pawn · h3 white pawn · f2 white pawn | f6 white king · h6 black pawn · h5 black king · g4 white pawn · h4 black pawn · h3 white pawn · f2 white pawn | f6 white king · h6 black pawn · h5 black king · g4 white pawn · h4 black pawn · h3 white pawn · f2 white pawn | f6 white king · h6 black pawn · h5 black king · g4 white pawn · h4 black pawn · h3 white pawn · f2 white pawn | f6 white king · h6 black pawn · h5 black king · g4 white pawn · h4 black pawn · h3 white pawn · f2 white pawn | f6 white king · h6 black pawn · h5 black king · g4 white pawn · h4 black pawn · h3 white pawn · f2 white pawn | f6 white king · h6 black pawn · h5 black king · g4 white pawn · h4 black pawn · h3 white pawn · f2 white pawn | 3 |
| 2 | f6 white king · h6 black pawn · h5 black king · g4 white pawn · h4 black pawn · h3 white pawn · f2 white pawn | f6 white king · h6 black pawn · h5 black king · g4 white pawn · h4 black pawn · h3 white pawn · f2 white pawn | f6 white king · h6 black pawn · h5 black king · g4 white pawn · h4 black pawn · h3 white pawn · f2 white pawn | f6 white king · h6 black pawn · h5 black king · g4 white pawn · h4 black pawn · h3 white pawn · f2 white pawn | f6 white king · h6 black pawn · h5 black king · g4 white pawn · h4 black pawn · h3 white pawn · f2 white pawn | f6 white king · h6 black pawn · h5 black king · g4 white pawn · h4 black pawn · h3 white pawn · f2 white pawn | f6 white king · h6 black pawn · h5 black king · g4 white pawn · h4 black pawn · h3 white pawn · f2 white pawn | f6 white king · h6 black pawn · h5 black king · g4 white pawn · h4 black pawn · h3 white pawn · f2 white pawn | 2 |
| 1 | f6 white king · h6 black pawn · h5 black king · g4 white pawn · h4 black pawn · h3 white pawn · f2 white pawn | f6 white king · h6 black pawn · h5 black king · g4 white pawn · h4 black pawn · h3 white pawn · f2 white pawn | f6 white king · h6 black pawn · h5 black king · g4 white pawn · h4 black pawn · h3 white pawn · f2 white pawn | f6 white king · h6 black pawn · h5 black king · g4 white pawn · h4 black pawn · h3 white pawn · f2 white pawn | f6 white king · h6 black pawn · h5 black king · g4 white pawn · h4 black pawn · h3 white pawn · f2 white pawn | f6 white king · h6 black pawn · h5 black king · g4 white pawn · h4 black pawn · h3 white pawn · f2 white pawn | f6 white king · h6 black pawn · h5 black king · g4 white pawn · h4 black pawn · h3 white pawn · f2 white pawn | f6 white king · h6 black pawn · h5 black king · g4 white pawn · h4 black pawn · h3 white pawn · f2 white pawn | 1 |
|   | a | b | c | d | e | f | g | h |   |

|   | a | b | c | d | e | f | g | h |   |
| 8 | f6 white king · h6 black pawn · h5 black king · h4 black cross · g3 black pawn · h3 white pawn · f2 white pawn | f6 white king · h6 black pawn · h5 black king · h4 black cross · g3 black pawn · h3 white pawn · f2 white pawn | f6 white king · h6 black pawn · h5 black king · h4 black cross · g3 black pawn · h3 white pawn · f2 white pawn | f6 white king · h6 black pawn · h5 black king · h4 black cross · g3 black pawn · h3 white pawn · f2 white pawn | f6 white king · h6 black pawn · h5 black king · h4 black cross · g3 black pawn · h3 white pawn · f2 white pawn | f6 white king · h6 black pawn · h5 black king · h4 black cross · g3 black pawn · h3 white pawn · f2 white pawn | f6 white king · h6 black pawn · h5 black king · h4 black cross · g3 black pawn · h3 white pawn · f2 white pawn | f6 white king · h6 black pawn · h5 black king · h4 black cross · g3 black pawn · h3 white pawn · f2 white pawn | 8 |
| 7 | f6 white king · h6 black pawn · h5 black king · h4 black cross · g3 black pawn · h3 white pawn · f2 white pawn | f6 white king · h6 black pawn · h5 black king · h4 black cross · g3 black pawn · h3 white pawn · f2 white pawn | f6 white king · h6 black pawn · h5 black king · h4 black cross · g3 black pawn · h3 white pawn · f2 white pawn | f6 white king · h6 black pawn · h5 black king · h4 black cross · g3 black pawn · h3 white pawn · f2 white pawn | f6 white king · h6 black pawn · h5 black king · h4 black cross · g3 black pawn · h3 white pawn · f2 white pawn | f6 white king · h6 black pawn · h5 black king · h4 black cross · g3 black pawn · h3 white pawn · f2 white pawn | f6 white king · h6 black pawn · h5 black king · h4 black cross · g3 black pawn · h3 white pawn · f2 white pawn | f6 white king · h6 black pawn · h5 black king · h4 black cross · g3 black pawn · h3 white pawn · f2 white pawn | 7 |
| 6 | f6 white king · h6 black pawn · h5 black king · h4 black cross · g3 black pawn · h3 white pawn · f2 white pawn | f6 white king · h6 black pawn · h5 black king · h4 black cross · g3 black pawn · h3 white pawn · f2 white pawn | f6 white king · h6 black pawn · h5 black king · h4 black cross · g3 black pawn · h3 white pawn · f2 white pawn | f6 white king · h6 black pawn · h5 black king · h4 black cross · g3 black pawn · h3 white pawn · f2 white pawn | f6 white king · h6 black pawn · h5 black king · h4 black cross · g3 black pawn · h3 white pawn · f2 white pawn | f6 white king · h6 black pawn · h5 black king · h4 black cross · g3 black pawn · h3 white pawn · f2 white pawn | f6 white king · h6 black pawn · h5 black king · h4 black cross · g3 black pawn · h3 white pawn · f2 white pawn | f6 white king · h6 black pawn · h5 black king · h4 black cross · g3 black pawn · h3 white pawn · f2 white pawn | 6 |
| 5 | f6 white king · h6 black pawn · h5 black king · h4 black cross · g3 black pawn · h3 white pawn · f2 white pawn | f6 white king · h6 black pawn · h5 black king · h4 black cross · g3 black pawn · h3 white pawn · f2 white pawn | f6 white king · h6 black pawn · h5 black king · h4 black cross · g3 black pawn · h3 white pawn · f2 white pawn | f6 white king · h6 black pawn · h5 black king · h4 black cross · g3 black pawn · h3 white pawn · f2 white pawn | f6 white king · h6 black pawn · h5 black king · h4 black cross · g3 black pawn · h3 white pawn · f2 white pawn | f6 white king · h6 black pawn · h5 black king · h4 black cross · g3 black pawn · h3 white pawn · f2 white pawn | f6 white king · h6 black pawn · h5 black king · h4 black cross · g3 black pawn · h3 white pawn · f2 white pawn | f6 white king · h6 black pawn · h5 black king · h4 black cross · g3 black pawn · h3 white pawn · f2 white pawn | 5 |
| 4 | f6 white king · h6 black pawn · h5 black king · h4 black cross · g3 black pawn · h3 white pawn · f2 white pawn | f6 white king · h6 black pawn · h5 black king · h4 black cross · g3 black pawn · h3 white pawn · f2 white pawn | f6 white king · h6 black pawn · h5 black king · h4 black cross · g3 black pawn · h3 white pawn · f2 white pawn | f6 white king · h6 black pawn · h5 black king · h4 black cross · g3 black pawn · h3 white pawn · f2 white pawn | f6 white king · h6 black pawn · h5 black king · h4 black cross · g3 black pawn · h3 white pawn · f2 white pawn | f6 white king · h6 black pawn · h5 black king · h4 black cross · g3 black pawn · h3 white pawn · f2 white pawn | f6 white king · h6 black pawn · h5 black king · h4 black cross · g3 black pawn · h3 white pawn · f2 white pawn | f6 white king · h6 black pawn · h5 black king · h4 black cross · g3 black pawn · h3 white pawn · f2 white pawn | 4 |
| 3 | f6 white king · h6 black pawn · h5 black king · h4 black cross · g3 black pawn · h3 white pawn · f2 white pawn | f6 white king · h6 black pawn · h5 black king · h4 black cross · g3 black pawn · h3 white pawn · f2 white pawn | f6 white king · h6 black pawn · h5 black king · h4 black cross · g3 black pawn · h3 white pawn · f2 white pawn | f6 white king · h6 black pawn · h5 black king · h4 black cross · g3 black pawn · h3 white pawn · f2 white pawn | f6 white king · h6 black pawn · h5 black king · h4 black cross · g3 black pawn · h3 white pawn · f2 white pawn | f6 white king · h6 black pawn · h5 black king · h4 black cross · g3 black pawn · h3 white pawn · f2 white pawn | f6 white king · h6 black pawn · h5 black king · h4 black cross · g3 black pawn · h3 white pawn · f2 white pawn | f6 white king · h6 black pawn · h5 black king · h4 black cross · g3 black pawn · h3 white pawn · f2 white pawn | 3 |
| 2 | f6 white king · h6 black pawn · h5 black king · h4 black cross · g3 black pawn · h3 white pawn · f2 white pawn | f6 white king · h6 black pawn · h5 black king · h4 black cross · g3 black pawn · h3 white pawn · f2 white pawn | f6 white king · h6 black pawn · h5 black king · h4 black cross · g3 black pawn · h3 white pawn · f2 white pawn | f6 white king · h6 black pawn · h5 black king · h4 black cross · g3 black pawn · h3 white pawn · f2 white pawn | f6 white king · h6 black pawn · h5 black king · h4 black cross · g3 black pawn · h3 white pawn · f2 white pawn | f6 white king · h6 black pawn · h5 black king · h4 black cross · g3 black pawn · h3 white pawn · f2 white pawn | f6 white king · h6 black pawn · h5 black king · h4 black cross · g3 black pawn · h3 white pawn · f2 white pawn | f6 white king · h6 black pawn · h5 black king · h4 black cross · g3 black pawn · h3 white pawn · f2 white pawn | 2 |
| 1 | f6 white king · h6 black pawn · h5 black king · h4 black cross · g3 black pawn · h3 white pawn · f2 white pawn | f6 white king · h6 black pawn · h5 black king · h4 black cross · g3 black pawn · h3 white pawn · f2 white pawn | f6 white king · h6 black pawn · h5 black king · h4 black cross · g3 black pawn · h3 white pawn · f2 white pawn | f6 white king · h6 black pawn · h5 black king · h4 black cross · g3 black pawn · h3 white pawn · f2 white pawn | f6 white king · h6 black pawn · h5 black king · h4 black cross · g3 black pawn · h3 white pawn · f2 white pawn | f6 white king · h6 black pawn · h5 black king · h4 black cross · g3 black pawn · h3 white pawn · f2 white pawn | f6 white king · h6 black pawn · h5 black king · h4 black cross · g3 black pawn · h3 white pawn · f2 white pawn | f6 white king · h6 black pawn · h5 black king · h4 black cross · g3 black pawn · h3 white pawn · f2 white pawn | 1 |
|   | a | b | c | d | e | f | g | h |   |